# Santa Sofia

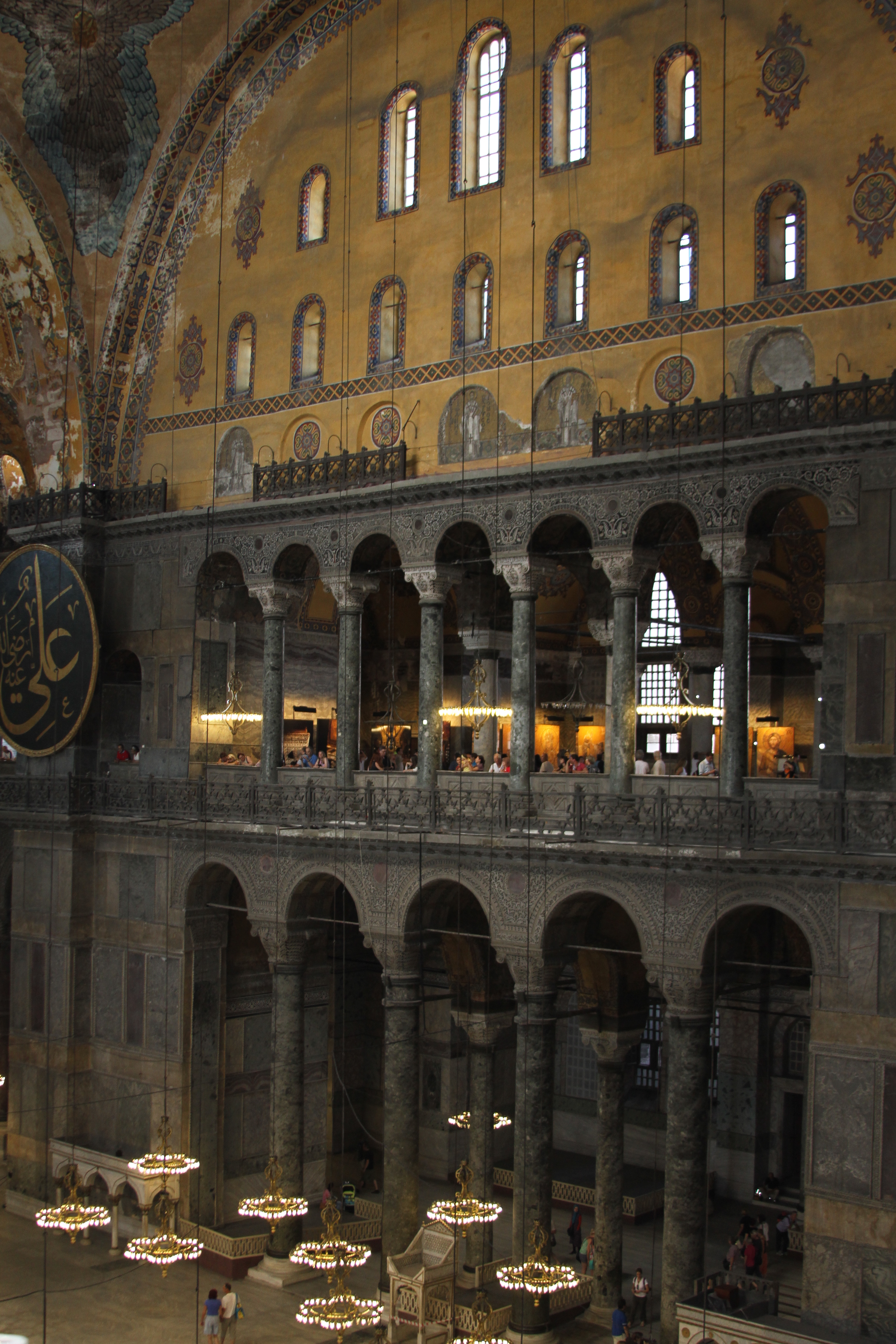
Interior de Santa Sofia

Santa Sofia (em grego: Άγια Σοφία; romaniz.: Agia Sophia, que significa "Sagrada Sabedoria"; em turco: Ayasofya), oficialmente Grande Mesquita de Santa Sofia (em turco:  Ayasofya-i Kebir Cami-i Şerifi), é um imponente edifício construído entre 532 e 537 pelo Império Bizantino para ser a catedral de Constantinopla (atualmente Istambul, na Turquia). Da data em que foi edificada, em 537, até 1453, ela serviu nesta função, com exceção do período entre 1204 e 1261, quando ela foi convertida para uma catedral católica romana durante o Patriarcado Latino de Constantinopla que se seguiu ao saque da capital imperial pela Quarta Cruzada. O edifício foi uma mesquita entre 29 de maio de 1453 e 1931, quando foi secularizada. Ela reabriu como um museu em 1 de fevereiro de 1935.
A igreja foi dedicada ao Logos, a segunda pessoa da Santíssima Trindade, com a festa de dedicação tendo sido realizada em 25 de dezembro, a data em que se comemora o Nascimento de Jesus, a encarnação do Logos em Cristo. Embora ela seja chamada de "Santa Sofia" (como se tivesse sido dedicada em homenagem a Santa Sofia), sophia é a transliteração fonética em latim da palavra grega para "sabedoria" — o nome completo da igreja em grego é Ναός της Αγίας του Θεού Σοφίας, "Igreja da Santa Sabedoria de Deus".
Famosa principalmente por sua enorme cúpula (ou domo), ela é considerada a epítome da arquitetura bizantina e é tida como tendo "mudado a história da arquitetura". Ela foi a maior catedral do mundo por quase mil anos, até que a Catedral de Sevilha fosse completada em 1520. O edifício atual foi construído originalmente como uma igreja entre 532 e 537 por ordem do imperador bizantino Justiniano I e foi a terceira igreja de Santa Sofia a ocupar o local, as duas anteriores tendo sido destruídas em revoltas civis. Ela foi projetada pelos cientistas gregos Isidoro de Mileto, um médico, e Antêmio de Trales, um matemático.
A igreja continha uma grande coleção de relíquias e tinha, entre outras coisas, uma iconóstase de 15 metros de altura em prata. Era a sede do Patriarcado Ecumênico de Constantinopla e o ponto central da Igreja Ortodoxa por quase mil anos. Foi ali que o Cardeal Humberto, em 1054, excomungou o patriarca Miguel I Cerulário, iniciando o Grande Cisma do Oriente, que perdura até hoje.
Em 1453, Constantinopla foi conquistada pelo Império Otomano sob o sultão Maomé II, o Conquistador, que subsequentemente ordenou que o edifício fosse convertido numa mesquita. Os sinos, o altar, a iconóstase e os vasos sagrados foram removidos e diversos mosaicos foram cobertos por gesso e só foram restaurados em 1931 na conversão da igreja a um museu secular. Diversas características islâmicas — como o mirabe, o mimbar e os quatro minaretes — foram adicionados durante esse período. Ela permaneceu como mesquita até 1931, quando Kemal Atatürk ordenou que ela fosse secularizada. Ela permaneceu fechada ao público por quatro anos e reabriu em 1935 já como um museu da recém-criada República da Turquia. Não obstante, os mosaicos coloridos permaneceram cobertos de gesso em sua maior parte, e o edifício deteriorou-se. Uma missão da UNESCO em 1993 notou queda do gesso, revestimentos de mármore sujos, janelas quebradas, pinturas decorativas danificadas pela umidade e falta de manutenção na ligação da telhadura. Desde então a limpeza, a telhadura e a restauração têm sido empreendidas. Os excepcionais mosaicos do assoalho e da parede que estavam cimentados desde 1453 agora são escavados e recriados gradualmente.
Por quase 500 anos, a principal mesquita de Istambul, Santa Sofia serviu como modelo para diversas mesquitas otomanas, principalmente a chamada Mesquita Azul, que fica em frente à Santa Sofia, a Mesquita Şehzade, a Mesquita de Solimão, a Mesquita de Rüstem Paxá e a Mesquita de Quilije Ali Paxá.
Em 10 de julho de 2020, o Conselho de Estado da Turquia revogou o status de museu do templo, e um decreto posterior do presidente Recep Tayyip Erdoğan determinou a reclassificação de Santa Sofia, convertendo-a novamente em mesquita.

## História

### Primeira igreja
A primeira igreja era conhecida como Μεγάλη Ἐκκλησία(em grego:  Megálē Ekklēsíā — "A Grande Igreja"; em latim: Magna Ecclesia) por causa de sua grande dimensão quando comparada com outras igrejas contemporâneas em Constantinopla. Escrevendo em 440 d.C., Sócrates de Constantinopla afirmou que a igreja foi construída por Constâncio II, que já trabalhava nela em 346. Inaugurada em 15 de fevereiro de 360 pelo bispo ariano Eudóxio de Antioquia, ela foi construída próxima da região onde o palácio imperial estava sendo construído. A igreja chamada Hagia Irene ("Santa Paz") foi completada antes e serviu como catedral até que Santa Sofia estivesse completada. As duas foram as principais igrejas do Império Bizantino.
Uma tradição, cuja origem não é mais antiga que o século VII ou VIII, relata que o edifício fora construído por Constantino. O historiador Zonaras reconcilia as duas opiniões, escrevendo que Constâncio havia restaurado o edifício consagrado por Eusébio de Nicomédia após ele ter desabado. Como Eusébio fora bispo de Constantinopla entre 339 e 341 e Constantino morrera em 337, é possível que a primeira igreja tenha sido mesmo erigida por este.
O edifício foi construído como uma basílica latina colunada, com galerias e um teto de madeira. Tinha ainda um átrio.
O patriarca de Constantinopla João Crisóstomo entrou em conflito com a imperatriz Élia Eudóxia (r. 395–408), esposa do imperador Arcádio, e foi enviado para o exílio em 404 (veja Controvérsia de João Crisóstomo). Na rebelião que se seguiu, esta primeira igreja foi quase que completamente incendiada e nada resta dela atualmente.

### Segunda igreja
A segunda igreja foi encomendada por Teodósio II, que a inaugurou em 10 de outubro de 415. A basílica com teto de madeira foi construída pelo arquiteto Rufino. Um incêndio iniciado durante a Revolta de Nica destruiu completamente a segunda Santa Sofia em 13-14 de janeiro de 532.
Diversos blocos de mármore da segunda igreja ainda existem. Num deles está um alto-relevo mostrando 12 cordeiros representando os doze apóstolos. Originalmente parte de uma entrada monumental, eles agora estão preservados nas escavações ao lado da entrada do museu. Estes fragmentos foram descobertos em 1935 abaixo do pátio ocidental por A. M. Schneider, que não pôde continuar com as escavações por medo de comprometer a integridade da Basílica de Santa Sofia.

### Terceira igreja

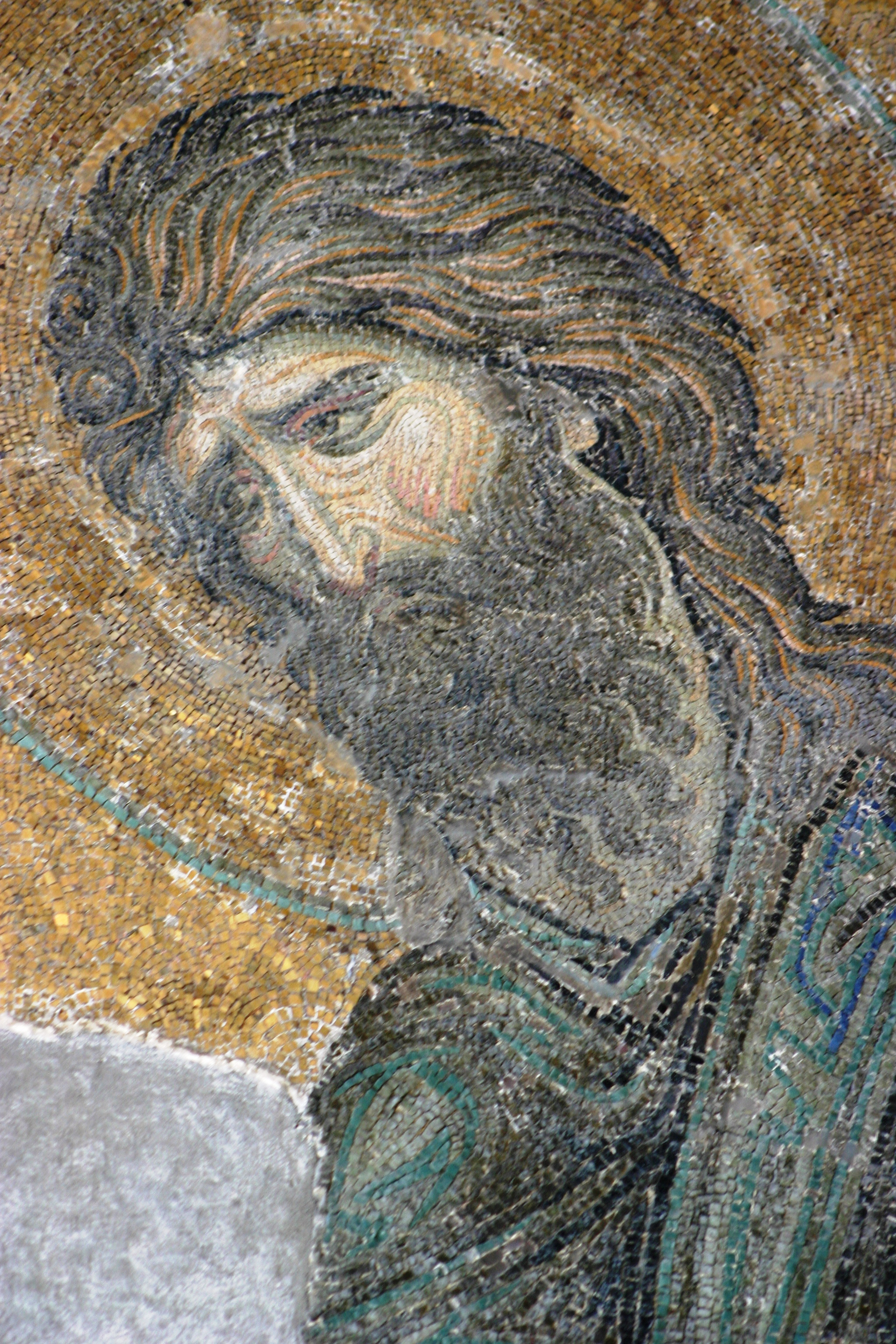
Mosaico de João Batista

Em 23 de fevereiro de 532, apenas alguns dias depois da destruição da segunda basílica, o imperador Justiniano decidiu construir uma terceira — e completamente diferente — basílica, maior e muito mais majestosa que as suas antecessoras.
Justiniano escolheu o médico Isidoro de Mileto e o matemático Antêmio de Trales como arquitetos, mas Antêmio morreu ainda no primeiro ano da empreitada. A construção foi descrita na obra "Sobre Edifícios" (em grego:  Peri ktismatōn; em latim: De aedificiis) do historiador bizantino Procópio. O imperador mandou buscar materiais de construção de todo o império — colunas helênicas retiradas do Templo de Ártemis, em Éfeso (uma das Sete Maravilhas do Mundo), grandes blocos de pórfiro de pedreiras no Egito, mármores verdes da Tessália, pedras negras do Bósforo e amarelos da Síria. Mais de dez mil pessoas foram empregadas na construção. Esta nova igreja foi, ainda na época, reconhecida como um grande feito de engenharia e arquitetura. O imperador, juntamente com o patriarca Eutíquio de Constantinopla, inauguraram a nova basílica em 27 de dezembro de 537 com pompa e circunstância. Contudo, os mosaicos internos só foram completados sob o reinado de Justino II (r. 565–578).
Santa Sofia se tornou então a sede do Patriarcado Ecumênico de Constantinopla e o local preferido para realização de cerimônias oficiais do Império Bizantino, como coroações.
Terremotos em agosto de 553 e em 14 de dezembro de 557 racharam o domo principal e o semidomo oriental, sendo que o primeiro veio a desabar completamente no terremoto seguinte, em 7 de maio de 558, destruindo o ambão, o altar e o cibório. O colapso foi causado principalmente pelo peso da estrutura, grande demais, e pela enorme carga de cisalhamento do domo, que era plano demais. Estes problemas levaram à deformação das colunas que sustentavam o domo. O imperador ordenou que a igreja fosse imediatamente restaurada e confiou a tarefa a Isidoro, o Moço, sobrinho de Isidoro de Mileto, que se utilizou de materiais mais leves e elevou o domo "por volta de 6,5 metros" — dando ao edifício a sua altura interior atual de 55,6 metros. Além disso, Isidoro trocou o tipo de domo, erigindo uma abóbada em cruzaria como pendículos com diâmetro entre 32,7 e 33,5 metros. Esta reconstrução foi completada no ano de 562 e o poeta bizantino Paulo Silenciário compôs um longo poema (ainda existente), conhecido como Ekphrasis, onde ele a comparou a um "campo de mármore", tantas as cores utilizadas. A reabertura foi presidida novamente pelo patriarca Eutíquio de Constantinopla no dia 23 de dezembro de 562. A riqueza e o nível artístico da basílica teria levado Justiniano a dizer Νενίκηκά σε Σολομών ("Salomão, eu te superei!").
Em 726, o imperador Leão III, o Isauro emitiu uma série de éditos contra a veneração de imagens, ordenando que o exército destruísse todos os ícones — iniciando o conturbado período conhecido como Iconoclasma. Na época, todas as pinturas e estátuas religiosas foram removidas de Santa Sofia. Após um breve período de paz sob a imperatriz Irene (r. 797–802), os iconoclastas voltaram sob a liderança do imperador Teófilo, que mandou colocar uma grande porta de folha dupla em bronze com o seu monograma na entrada sul da igreja.
A basílica foi danificada, primeiro num grande incêndio em 859 e, novamente, num terremoto em 8 de janeiro de 869, que causou o colapso de um semidomo. O imperador Basílio I, o Macedônio ordenou que a igreja fosse restaurada mais uma vez.
Após o grande terremoto de 25 de outubro de 989, que arruinou o grande domo, o imperador Basílio II Bulgaróctono pediu ao arquiteto armênio Tirídates, criador das grandes igrejas de Ani e Argina, que restaurasse o domo. Seu trabalho maior foi no arco ocidental e numa parte do domo e a extensão dos danos requereram seis anos de trabalho. A igreja foi reaberta em 13 de maio de 994. Além dos reparos, Basílio II também renovou a decoração da basílica. Nos pendículos, ele mandou pintar quatro enormes querubins, no domo, uma representação de Cristo, e na abside, a Virgem e o Menino entre os apóstolos Pedro e Paulo. Nos grandes arcos laterais foram pintados os profetas e os doutores da Igreja.
Em seu livro Sobre as Cerimônias, o imperador Constantino VII (r. 913–919) escreveu um relato detalhado das cerimônias realizadas em Santa Sofia pelo imperador e pelo patriarca.
O historiador bizantino Nicetas Coniates descreveu a captura de Constantinopla durante a Quarta Cruzada, quando a basílica foi saqueada e profanada pelos cristãos latinos. Muitas das mais famosas relíquias da igreja — como a pedra do túmulo de Jesus, o leite da Virgem Maria, o sudário de Jesus e diversos ossos de vários santos — foram enviados para igrejas no ocidente e hoje estão preservados em vários museus. Durante o Império Latino (1204–1261), a cidade foi ocupada e a basílica se transformou numa catedral da Igreja Católica Romana. Balduíno I foi coroado imperador em 16 de maio de 1204 em Santa Sofia, numa cerimônia muito parecida com o ritual bizantino.
Após a recaptura da cidade em 1261 pelos bizantinos, a igreja estava já num estado deplorável. Em 1317, o imperador Andrônico II Paleólogo ordenou que quatro novos contrafortes (em grego: Πυραμὶδας — "Piramídas") fossem construídos nas partes norte e leste da igreja, financiando-os com a herança de sua recém-falecida esposa, Irene. Novas rachaduras apareceram no domo após o terremoto de outubro de 1344 e diversas partes do edifício desabaram em 19 de maio de 1346. Por isso, a igreja permaneceu fechada até 1354, quando novos reparos foram realizados pelos arquitetos Astras e Peralta.

### Mesquita (1453–1935)
Em 1453, o sultão Maomé iniciou o cerco de Constantinopla, tendo entre seus objetivos converter a cidade ao islamismo. O sultão prometeu às suas tropas três dias de saques sem limites se a cidade caísse, após o qual ele iria tomar para si a cidade e tudo o que ela continha. Santa Sofia não foi poupada da pilhagem, tornando-se, ao invés disso, o seu ponto focal, por conter, na visão de seus saqueadores, os maiores tesouros da cidade.
Logo após as defesas da cidade terem sido rompidas, os saqueadores conseguiram chegar até Santa Sofia e derrubaram as suas portas. Durante todo o cerco, fiéis participaram de missas e orações na igreja, que se tornou um refúgio para os que eram incapazes de ajudar na defesa da cidade. Aprisionados na igreja, fiéis e refugiados se tornaram nada mais do que saque para serem divididos entre os invasores. O edifício foi dessecrado e saqueado, seus ocupantes, assassinados ou escravizados. Os velhos e enfermos foram mortos e o resto foi acorrentado imediatamente. Os padres continuaram a realizar os rituais até que foram interrompidos pelos invasores. Quando o sultão e sua corte entraram na igreja, eles insistiram que ela fosse transformada imediatamente numa mesquita. Um dos ulamas então subiu no púlpito e recitou a Shahada.
Como dito, imediatamente após a conquista de Constantinopla, Maomé II converteu Santa Sofia na mesquita de Aya Sofia. Como foi descrito por diversos visitantes ocidentais (como o nobre cordovês Pero Tafur e o florentino Cristoforo Buondelmonti), a igreja estava num estado muito deteriorado, com várias de suas portas soltas. O sultão ordenou que ela fosse limpa e convertida, comparecendo à primeira oração da sexta-feira, 1 de junho de 1453. Aya Sofya se tornou a primeira mesquita imperial de Istambul. Para o seu waqf foi designada a maioria das casas da cidade, assim como o local onde ficaria o futuro Palácio Topkapi. Através de decretos imperiais em 1526 (926H) e 1547 (954H), lojas e partes do Grande Baazar e de outros mercados foram também incluídos.
Antes de 1481, um pequeno minarete foi erigido no canto sudoeste do edifício. Posteriormente, o sultão seguinte, Bajazeto II (1481–1512), construiu um outro minarete no canto nordeste. Um deles desabou por causa do terremoto de 1509 e, por volta do século XVI, eles foram ambos trocados por dois minaretes em cantos diagonalmente opostos do edifício.
No século XVI, o sultão Suleimão, o Magnífico (1520–1566) trouxe como espólio de sua conquista da Hungria, dois candelabros colossais. Eles foram colocados em ambos os lados do mirabe. Durante o reinado de Selim II (1566–1577), o edifício começou a dar sinais de fadiga e foi extensivamente reforçado com suportes estruturais adicionais no lado exterior pelo grande arquiteto otomano Mimar Sinan. Além de reforçar a estrutura bizantina histórica, Sinan construiu dois grandes minaretes adicionais no lado ocidental do edifício, o loge original do sultão e a türbe (Mausoléu) de Selim II a sudeste do edifício entre 1576 e 1577. Para fazê-lo, ele fez demolir, um ano antes, partes do patriarcado na parte sul da igreja. Além disso, o crescente dourado foi montado no topo da cúpula e uma "zona de respeito" de aproximadamente 24 metros de comprimento foi determinada à volta da igreja, o que obrigou a demolição de todas as casas que ali estavam. Posteriormente, ali foram erigidas 43 tumbas de príncipes otomanos. Em 1594, Mimar (arquiteto da corte) Davud Ağa construiu a türbe de Murade III (1574–1595), onde sultão e sua valide sultana, Safia Sultana foram posteriormente enterrados. O mausoléu octogonal do filho deles, Maomé III, o Justo (1595–1603) e sua valide sultana foi construído ali perto em 1608 pelo arquiteto real Dalgiç Mehmet Aĝa. O filho dele, Mustafá I (1617–1618; 1622–1623) converteu o antigo batistério em sua türbe.
Adições posteriores foram a galeria do sultão, um mimbar decorado de mármore, uma plataforma para os sermões e loggia para um muezzin. Murade III também trouxe de Pérgamo duas enormes urnas de alabastro, atualmente colocadas em ambos os lados da nave.
Em 1717, sob o sultão Amade III (1703–1730), o revestimento em gesso, em ruínas, do interior foi renovado, contribuindo indiretamente para a preservação de muitos mosaicos que, de outra forma, teriam sido destruídos pelos trabalhadores da mesquita. Na época, era costume entre eles venderem pedras de mosaicos — que se acreditava serem talismãs — aos visitantes. O sultão Mamude I ordenou a restauração do edifício em 1739 e adicionou um madraçal (uma escola corânica, atualmente a biblioteca do museu), um imaret (uma cozinha para os pobres) e uma biblioteca, além de, em 1740, uma Şadirvan (uma fonte para abluções rituais). Em paralelo, o sultão construiu uma nova galeria e um novo mirabe.
A mais famosa restauração de Santa Sofia foi ordenada pelo sultão Abdul Mejide I e completada por oitocentos trabalhadores entre 1847 e 1849, sob a supervisão dos irmãos suíço-italianos, os arquitetos Gaspare e Giuseppe Fossati. Os irmãos consolidaram a cúpula e os arcos, reforçaram as colunas e revisaram a decoração do interior e do exterior do edifício. Os mosaicos da galeria superior foram limpos. Os antigos candelabros foram substituídos por novos, suspensos. Discos gigantescos (ou medalhões) foram pendurados nas colunas e inscritos com os nomes de Alá, do profeta Maomé, dos quatro primeiros califas, Abacar, Omar, Otomão e Ali, e de dois dos netos de Maomé: Haçane e Huceine, pelo calígrafo Kazasker İzzed Effendi (1801–1877). Em 1850, os Fossati construíram uma nova galeria para o sultão em estilo neobizantino, ligando-a ao pavilhão imperial atrás da mesquita. Fora de Aya Sofya, uma torre com um relógio e um novo madraçal foram construídos. Os minaretes foram alterados para que tivessem todos a mesma altura. Quando a restauração terminou, a mesquita foi reaberta com uma pomposa cerimônia em 13 de julho de 1849.

## Arquitetura

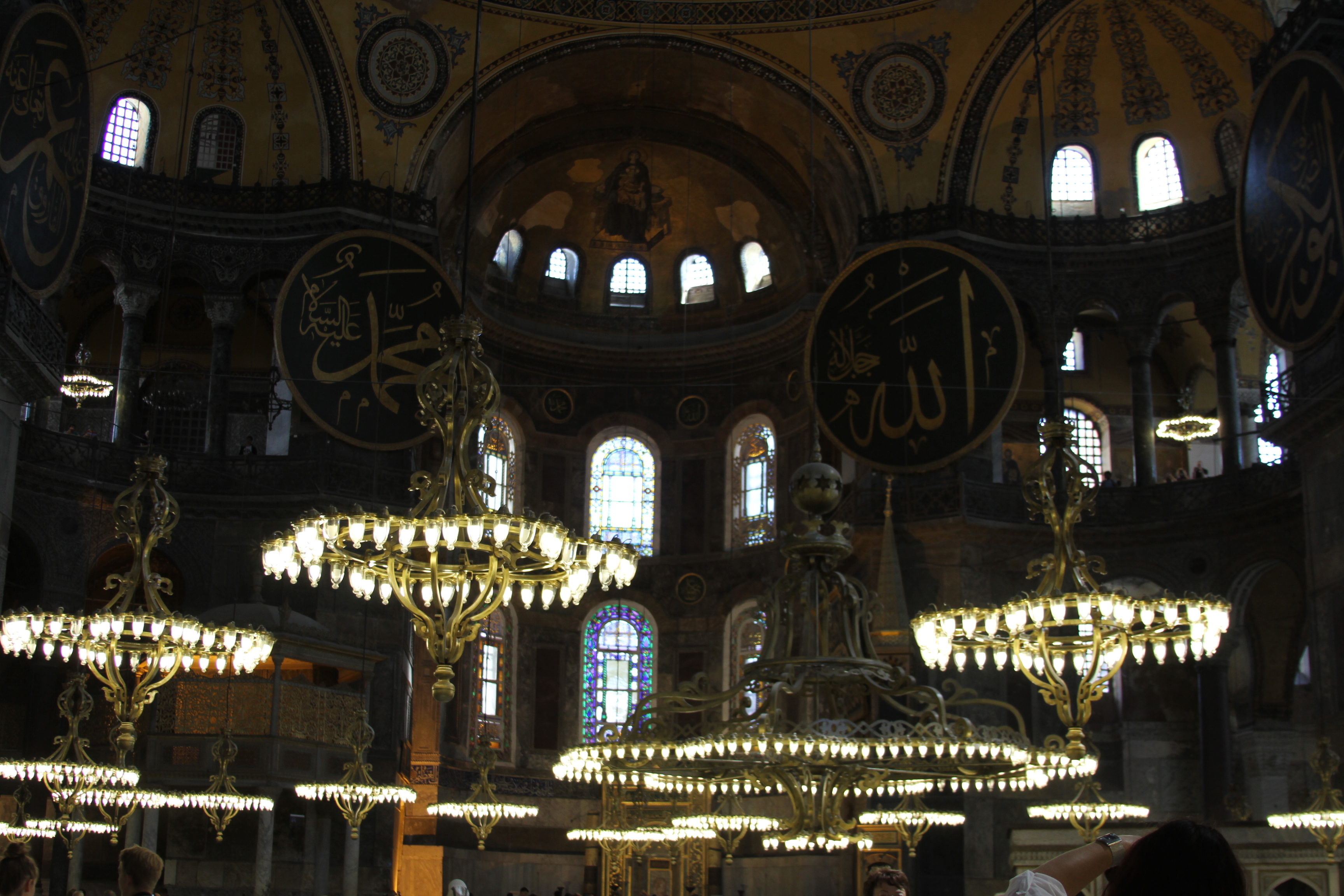
Interior de Santa Sofia, com o mosaico da Virgem e o Menino ao fundo.

Santa Sofia é um dos grandes exemplos ainda existentes da arquitetura bizantina. Seu interior, decorado com pilares de mármore e mosaicos é de grande valor artístico. O próprio imperador Justiniano supervisionou a finalização da maior catedral já construída na época. Ela foi a maior conquista arquitetônica da antiguidade tardia e sua influência se espalhou pelo mundo ortodoxo, católico e islâmico. As maiores colunas são de granito, com entre 19 e 20 metros de altura e pelo menos 1,5 metros de diâmetro, tendo a maior mais de 70 toneladas. Por ordens do imperador, oito colunas coríntias foram desmontadas em Baalbek, no Líbano, e enviadas para Constantinopla para a construção de Santa Sofia.
O vasto interior tem uma estrutura complexa. A nave é coberta por um domo central que, no seu ponto mais alto, está a 55,6 metros do chão e repousa sobre uma arcada com 40 janelas arqueadas. Restaurações em sua estrutura o deixaram com uma forma algo elíptica, com o diâmetro variando entre 31,24 e 30,86 metros.
Tanto no lado da entrada ocidental e quanto no lado oriental, litúrgico, há aberturas em forma de arco ampliadas por semi-domos de diâmetro idêntico ao domo central, suportados por êxedras em forma de semidomos: uma hierarquia de elementos encimados por domos construídos de forma a criar um vasto interior de forma oblonga culminando no domo central, com uma abertura de 76,2 metros no total.
As superfícies interiores são cobertas com mármores policromáticos, verdes e brancos com pórfiro púrpura, além dos mosaicos dourados.
O exterior, revestido de estuque, foi pintado de amarelo e vermelho nas restaurações do século XIX por ordem dos Fossati, os arquitetos.

### Cúpula

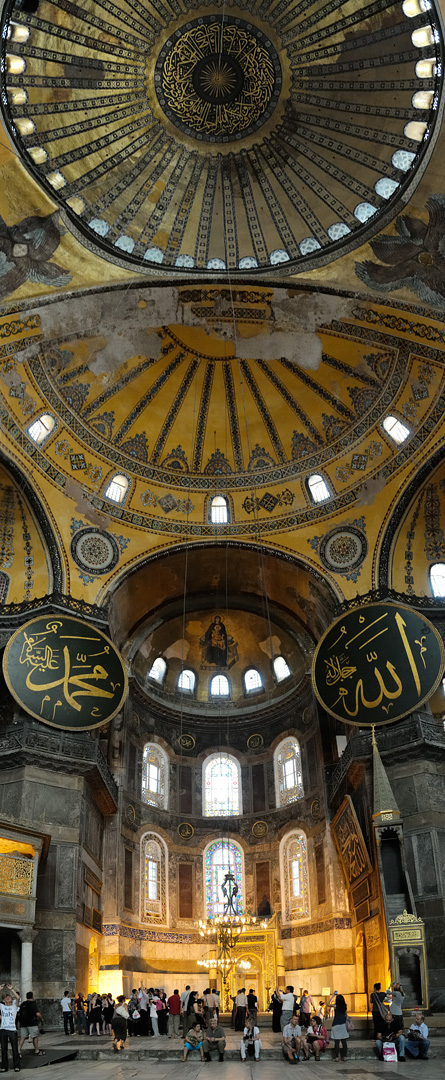
Vista interior de Hagia Sophia, reparem nos elementos islâmicos nas laterais da cúpula

A cúpula de Santa Sofia desperta particular interesse entre historiadores de arte, arquitetos e engenheiros pelas suas características inovadoras e grandiosas. É suportado por quatro tímpano, uma solução nunca antes utilizada. A sua utilização permite uma transição elegante do formato quadrado da base dos pilares para o formato hemisférico da cúpula. O uso de pendentes não é apenas uma escolha estética, mas também permite que as forças laterais da cúpula sejam contidas e o seu peso seja descarregado.
Embora esta escolha arquitetónica tenha ajudado a estabilizar a cúpula, a parede circundante e os arcos, a construção prática dos muros de Santa Sofia enfraqueceu a estrutura geral. Os pedreiros usaram mais argamassa do que tijolos, o que enfraqueceu as paredes. A estrutura teria sido muito mais estável se tivessem deixado a argamassa secar antes de iniciar o nível seguinte. No entanto, quando a cúpula foi colocada no local, o seu peso, devido à argamassa ainda húmida, fez com que as paredes subjacentes se curvassem para fora. Quando Isidoro, o Jovem reconstruiu a cúpula, que tinha colapsado devido a um terramoto, teve primeiro de restaurar as paredes subjacentes ao prumo, reforçando o seu interior para que pudessem suportar o peso da nova capa. Além disso, elevou a nova cúpula em cerca de seis metros em relação à anterior para reduzir as forças laterais e descarregar mais facilmente o seu peso ao longo das paredes.

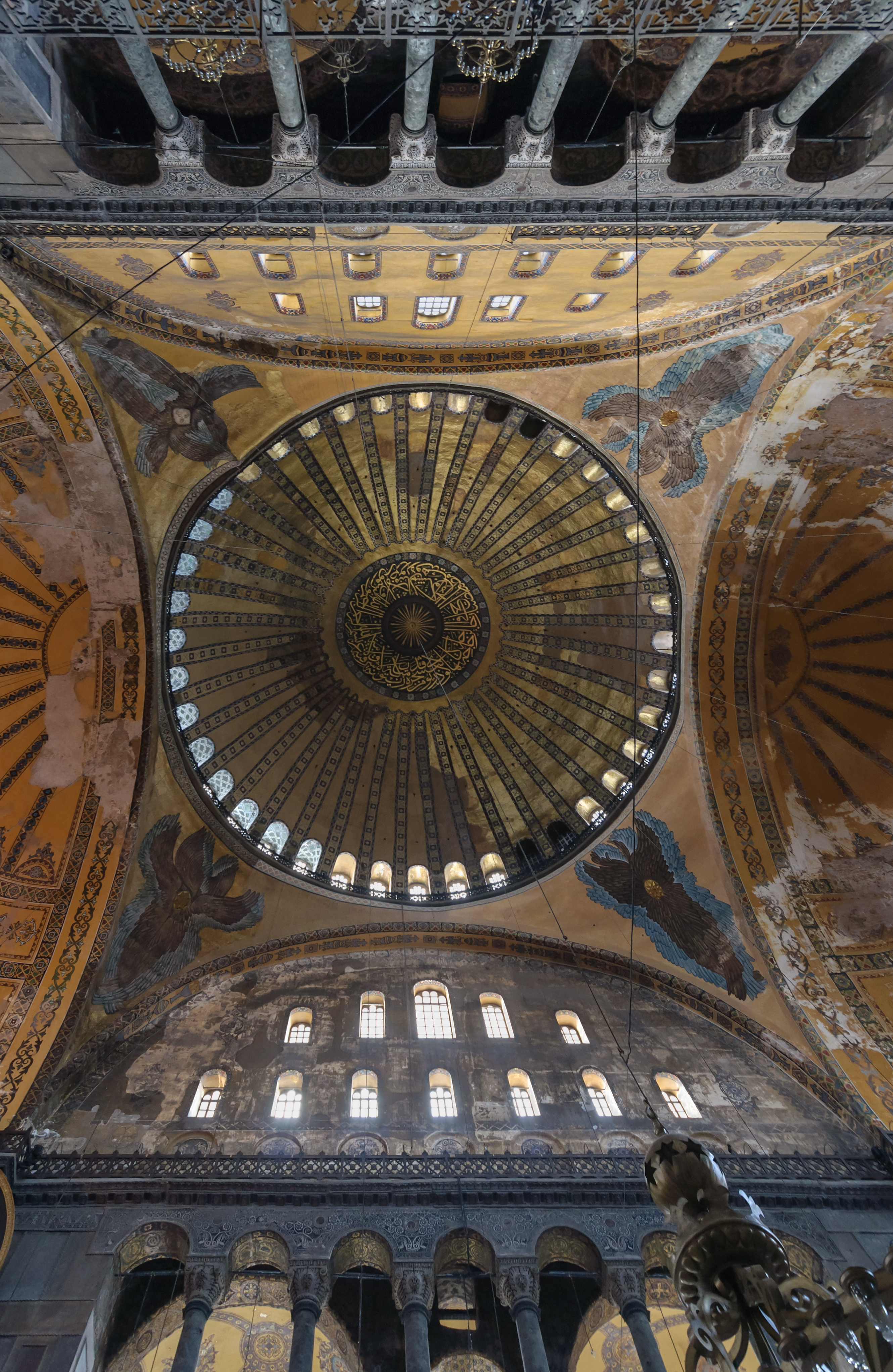
A cúpula da basílica

O edifício é famoso pelo efeito místico da luz refletida no interior da nave, com a cúpula a dar a impressão de pairar acima da mesma. Este efeito foi possível graças à inserção de quarenta janelas na própria cúpula, por cima da cornija. Além disso, a estabilidade da cúpula foi aumentada por Isidoro, o Jovem, graças à introdução de nervuras longitudinais que inervam a estrutura que passa entre as janelas. Permitem que o peso da cúpula seja descarregado para baixo ao longo da cornija e em direção aos pendentes e, finalmente, ao longo das paredes e em direção às fundações.
A natureza única do projeto de Santa Sofia faz desta estrutura um dos monumentos mais avançados e ambiciosos construídos na Antiguidade Tardia.

### Urnas descobertas
Duas enormes urnas de lustratio de mármore foram trazidas de Pérgamo durante o reinado do sultão Murad III. Originárias do período helenístico, são esculpidas em blocos de mármore.

### Decoração
Originalmente, sob o reinado de Justiniano, a decoração interior consistia em desenhos abstratos em placas de mármore colocadas nas paredes e abóbadas com mosaicos curvilíneos. Neles, ainda podem ser vistos os arcanjos Gabriel e Miguel. Havia também algumas decorações figurativas, como nos é relatado no elogio de Paolo Silenziario. Os tímpanos da galeria são feitos com a técnica de 'Opus sectile e apresentam padrões, imagens de flores e pássaros. Em fases posteriores, foram adicionados mosaicos figurativos, mas foram destruídos durante a controvérsia iconoclasta (726-843). Os mosaicos ainda presentes pertencem ao período pós-iconoclasta. O número de tesouros, relíquias e ícones cresceu progressivamente em riqueza, permitindo a criação de uma coleção surpreendente, até ser dispersa após o saque durante a Quarta Cruzada.
Para além dos mosaicos, um grande número de decorações figurativas foram acrescentadas durante a segunda metade do século IX: uma imagem de Cristo na cúpula central, alguns santos orientais, profetas e Padres da Igreja. Existem também representações de figuras históricas relacionadas com a basílica, como o patriarca Inácio I e algumas cenas do Evangelho. Basílio II tinha um Hexapterygon (anjo de seis asas) representado em mosaico em cada um dos quatro pendentes.. Dois deles desapareceram e foram reproduzidos em fresco durante o restauro por Gaspare Fossati, que tinham os rostos cobertos com um halo dourado. Em  2009  um deles foi restaurado ao seu estado original.. O número de tesouros, relíquias e ícones cresceu progressivamente em riqueza, permitindo a criação de uma coleção surpreendente, até ser dispersa após o saque durante a Quarta Cruzada.

## Mosaicos

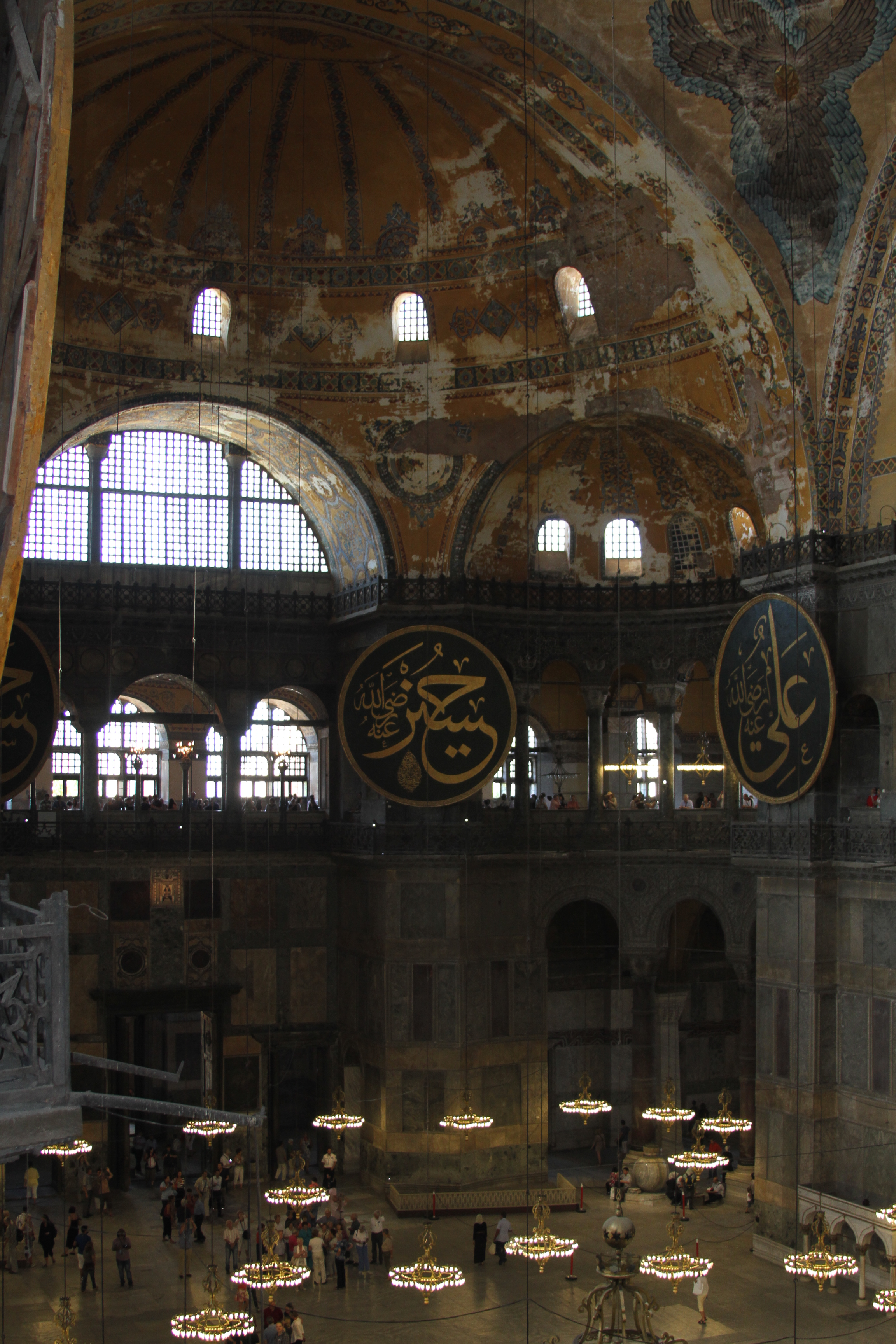
Interior de Santa Sofia, mostrando dois dos quatro medalhões instalados pelos Fossati no século XIX

A igreja foi ricamente decorada com mosaicos ao longo dos séculos. Eles geralmente representam a Virgem Maria, Jesus, santos ou imperadores e imperatrizes. Outras partes foram decoradas num estilo puramente decorativo, com padrões geométricos.
Durante o Saque de Constantinopla (1204), os cruzados latinos vandalizaram itens valiosos em todas as estruturas bizantinas mais importantes da cidade, incluindo os mosaicos dourados de Santa Sofia. Muitos destes itens foram enviados para Veneza, cujo Doge, Enrico Dandolo, fora o organizador da invasão e do saque.
Após a conversão do edifício para uma mesquita, em 1453, muitos dos mosaicos foram cobertos com gesso por conta da proibição islâmica às imagens. Este processo não se completou de uma vez e existem relatos do século XVII em que viajantes notam que ainda era possível ver imagens cristãs na antiga igreja. Em 1847–1849, o edifício foi restaurado por dois irmãos suíço-italianos, Gaspare e Giuseppe Fossati, e o sultão Abdul Mejide I permitiu que eles documentassem quaisquer mosaicos que eles descobrissem no processo. Este trabalho não incluía restaurá-los e, após preservar os detalhes sobre a imagem, os Fossati pintavam sobre eles novamente. Este trabalhou incluiu cobrir as até então descobertas faces dos dois mosaicos de serafins localizados no centro do edifício. Atualmente, a igreja tem quatro dessas imagens, sendo duas delas restaurações à tinta criadas pelos Fossati para substituir as duas que eles não conseguiram encontrar vestígios. Em outros casos, os Fossati recriaram os padrões de mosaicos danificados com tinta, por vezes redesenhando-os no processo. Os registros dos Fossati são as fontes principais para diversos mosaicos que se acredita terem sido totalmente ou parcialmente destruídos no terremoto de 1894, incluindo o grande mosaico do Cristo Pantocrator no domo, um mosaico que estaria sobre uma local não identificado chamado de "Porta dos Pobres", uma grande imagem de uma cruz cravejada de joias e um grande número de imagens de santos, anjos, patriarcas e padres da Igreja. A maior parte das imagens perdidas estavam localizadas nos dos tímpanos do edifício. Os Fossati também acrescentaram um mimbar (púlpito) e os quatro grandes medalhões nas paredes da nave com os nomes de Maomé e dos primeiros califas do Islã.

## Minaretes
Um dos minaretes, no sudoeste, foi construído com tijolos vermelhos, enquanto os outros três, com calcário branco e arenito. Entre estes, o mais estreito, a nordeste, foi erigido pelo sultão Bajazeto II, enquanto os outros dois maiores no lado oeste, pelo sultão Selim II, com o projeto do famoso arquiteto otomano Sinan.